# Mina Cantung
La mina Cantung es una mina de tungsteno ubicada en el área de Nahanni de los Territorios del Noroeste, Canadá. Se encuentra al noreste del lago Watson en el valle del río Flat de la cordillera Selwyn, cerca de la frontera con Yukón. 

## Historia
El tungsteno fue descubierto originalmente en la zona en 1954 por buscadores. La mina Cantung funcionó desde 1962 hasta 1986, nuevamente desde 2002 hasta 2003 y desde 2005 a 2015. 
La empresa original que desarrolló la mina fue Canada Tungsten Mining Corporation Limited, siendo Cantung una forma abreviada del nombre de la empresa. La pequeña comunidad de Tungsten fue establecida para los trabajadores y sus familias junto con el pequeño, todavía abierto, Aeropuerto de Tungsten (Cantung). Fue una explotación a cielo abierto hasta 1974, cuando se puso en producción el  recién descubierto yacimiento subterráneo. Cerró debido a los bajos precios del tungsteno en 1986. Fue adquirida por North American Tungsten Corporation de Vancouver en 1997.
La producción se suspendió desde octubre de 2009 hasta octubre de 2010. El propietario de la mina, North American Tungsten Corporation, se declaró en quiebra en 2015 y la mina cerró en octubre de ese año. El gobierno federal de Canadá ahora es propietario de la mina para limpiar el sitio. A diciembre de 2017, la mina permaneció cerrada, con la posibilidad de ser abierta para procesar un yacimiento de litio cercano. En febrero de 2019, la mina seguía cerrada; los gobiernos federal y de los Territorios del Noroeste estaban intentando venderla.